# Gayatri-Mantra

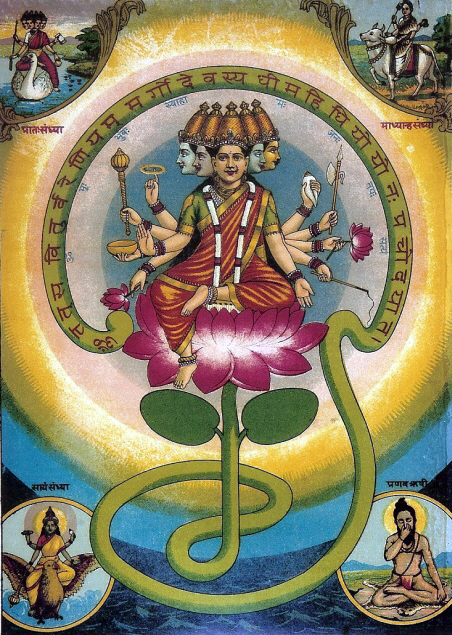
Gayatri

Gayatri (Sanskrit. f., गायत्री, gāyatrī, die weibliche Form von  gāyatra (Hymnus)) bezeichnet im Hinduismus die bedeutendste vedische Hymne, das Gayatri-Mantra. Ebenso ist Gayatri das Versmaß, in dem das Mantra geschrieben wurde.
Es wendet sich auch an Savitri (m., savitṛ), den Aspekt der Sonne, weshalb man dieses Mantra auch Savitri (f., sāvitrī) nennt. Gemeint ist dabei nicht die physische Sonne an unserem Firmament, sondern die Sonne der Wahrheit am spirituellen Firmament.

## Bedeutung
Dieses überaus populäre Mantra, laut Tradition die „Mutter der Veden“, ist für viele Hindus das tägliche Gebet, das sich jedoch nicht an eine personale Gottheit wendet, sondern an die Sonne als sichtbare Repräsentation des Höchsten. Neben der Lobpreisung enthält es die Bitte um geistige Erleuchtung. Savitri ist der Schöpfer des Alls (die Wurzel su bedeutet: gebären, Stärke verlieren, antreiben usw.). Er ist das Höchste Göttliche in seiner unbeweglichen Haltung als Schöpfer und Er entlässt und regt alle Formen zu ihrer Existenz an. Er ist die spirituelle Sonne an der höchsten Spitze der Schöpfung, ausgebreitet wie ein Auge im Himmel (Rig Veda I 22.20) und Er ist es, den wir uns in dem Himmelskörper der Sonne auf der physischen Ebene unseres Universums vorstellen. Er ist die Wahrheitssonne, die einzige Quelle des Lichts und Lebens und das Ziel lebenslanger Hingabe und das Objekt wiederholter Visionen der Seher der Veden (I.22.20).

## Ursprung
War es früher nur Gläubigen aus höheren Kasten erlaubt, das Mantra zu rezitieren, beten es heute weitgehend alle Hindus, meist in gesungener Form. Besondere Pflicht ist es jedoch für Angehörige der Brahmanen-Kaste, wo die Jungen im Upanayana, dem Initiationsritus zwischen dem sechsten und zwölften Jahr, offiziell in das besondere Mantra eingeführt werden.
Von nun an gehört die andächtige Rezitation in der Morgendämmerung, zu Mittag sowie in der Abenddämmerung zu den täglichen Aufgaben. Sie soll nicht nur besondere spirituelle Kräfte fördern, sondern auch geistige Unreinheiten beseitigen.
Das Gayatri-Mantra setzt sich aus einer Zeile des Yajurveda und dem Vers 3.62.10 des Rig Veda zusammen. Außer in den Veden finden sich auch in vielen anderen hinduistischen Schriften, den Upanishaden ebenso wie in der Bhagavadgita und in der späteren Literatur unzählige Hinweise auf Heiligkeit und mystische Bedeutung. 

Gayatri ist all das existierende Sein. Die Sprache ist Gayatri, denn es ist die Sprache, die  singt und die alle Furcht überwindet. (Chandogya Up. III.12.1.-6)
In der Bhagavadgita (10.35) identifiziert sich Krishna mit dem höchsten Mantra:
„… von den Metren bin ich Gayatri …“
Urheber dieser vierundzwanzig Silben des Gayatri-Mantra soll der Seher Vishvamitra sein, von dem es in den Puranas heißt, er sei der erste von insgesamt vierundzwanzig Rishis gewesen, die den Sinn des Mantras vollkommen erfasst hätten.
Im Laufe der Zeit wurde das Mantra personifiziert. Als personale Verkörperung gilt die Göttin Gayatri, Frau des Schöpfergottes Brahma.

## Übersetzung
Durch die Vielschichtigkeit enthalten die Zeilen mehrere Bedeutungsebenen, was zu sehr unterschiedlichen Übersetzungen führt.
| Das Original in Devanagari | In Umschrift              |
| -------------------------- | ------------------------- |
| ॐ भूर्भुवः स्वः ।                | auṃ/oṃ bhūr bhuvaḥ svaḥ । |
| तत्सवितुर्वरेण्यं ।               | tát savitúr váreṇyaṃ ।    |
| भर्गो देवस्य धीमहि ।             | bhárgo devásya dhīmahi ।  |
| धियो यो नः प्रचोदयात् ॥            | dhíyo yó naḥ pracodáyāt ॥ |

Wörtlich lässt sich das Mantra etwa so übersetzen:
Die erste Zeile, die aus dem Yajurveda stammt, bedeutet:
Om, Erde (bhūr) Luftraum (bhuvaḥ), Himmel (svaḥ)!
Den Rest, also den Rigvedavers 3.62.10, übersetzte der Indologe Karl Friedrich Geldner (1852–1929) so:
Dieses vorzügliche Licht des Gottes Savitri empfingen wir, der unsere Gedanken anregen soll.
Jedoch sagt dies wenig darüber aus, was Hindus heute, etwa 3000 Jahre nach der Entstehung des Verses, unter den Worten des Mantras verstehen. Abgesehen davon, dass sein Klang allein schon als wirksam gilt, wird jedes Wort davon oft auf Gott, die Göttin oder das Göttliche bezogen. Der Gott Savitri ist damit nicht mehr nur ein Name für die Sonne, sondern in seiner Bedeutung „Lebensspender“ ein Name für das lebenspendende Göttliche überhaupt. Ähnliches gilt für die anderen Wörter. Eine Übersetzung aus diesem hinduistischen Verständnis heraus lautet:
Om, wir meditieren über den Glanz des verehrungswürdigen Göttlichen,
den Urgrund der drei Welten, Erde, Luftraum und himmlische Regionen.
Möge das Höchste Göttliche uns erleuchten, auf dass wir die höchste Wahrheit erkennen.
Eine andere ist:
Lasst uns über das Om meditieren, jener Urlaut Gottes, aus dem die drei Bereiche,
das Grobe-Irdische (bhur), das Feinere-Ätherische (bhuvah) und das Feinste-Himmlische (svah) hervorgegangen sind.
Lasst uns das höchste, unbeschreibbare, göttliche Sein (tat) (für vorzüglich halten =) verehren (varenyam), die schöpferische,
lebensspendende Kraft, die sich in der Sonne (Savitur) kundtut.
Lasst uns über das strahlende Licht (bhargo) Gottes (devasya) meditieren (dhimahi), welches alles Dunkel, alle Unwissenheit, alle Untugenden vernichtet.
Möge dieses (yo) Licht unseren (naḥ) Geist (dhiyo) erleuchten (pracodayat).
Eine englische Übersetzung von S. Krishnamurthy lautet:
We meditate upon the radiant Divine Light
of that adorable Sun of Spiritual Consciousness;
May it awaken our intuitional consciousness.

## Andere Gayatri-Mantras
Der Begriff Gāyatrī bezieht sich auf das Vedische Metrum, in dem der Hauptteil des vorliegenden Mantras verfasst ist. Eine Reihe anderer Gayatri-Mantras, die nicht im Rigveda zu finden sind, werden mit verschiedenen hinduistischen Göttern und Göttinnen in Verbindung gebracht. Diese Mantren werden vor allem beim Arati (Schlussgebet) einer vedischen Zeremonie für die jeweiligen Göttlichen Verkörperungen gesungen.
Einige Beispiele sind:

Vishnu Gayatri:
oṃ nārāyaṇāya vidmahe
vāsudēvāya dhīmahī
tannō viṣṇuḥ pracōdayāt

Indra Gayatri:
oṃ devaraaja vidmahe
vāsuhastya dhīmahī
tannō sakhrah pracōdayāt

Krishna Gayatri:
oṃ devakīnandanaya vidmahe
vāsudevāya dhīmahī
tannō kṛṣṇa pracōdayāt

Shiva Gayatri:
om tatpuruṣāya vidmahe
mahādevāya dhīmahi
tannō rudraḥ pracōdayāt

Ganesha Gayatri:
oṃ ekadantāya vidmahe
vakratuṇḍāya dhīmahi
tannō dantī pracōdayāt

Durga Gayatri:
oṃ kātyāyanyaya vidmahe
kānyākumāryaya dhīmahi
tannō durgā pracōdayāt

Saraswati Gayatri:
oṃ vāgdevyaya ca vidmahe
kāmarājāya dhīmahi
tannō devī pracōdayāt

Lakshmi Gayatri:
oṃ mahādevyāya ca vidmahe
viṣṇupatnyāya ca dhīmahi
 tannō lakṣmīḥ pracōdayāt

## Weiteres
Es wird gesagt, die drei sandhyas, die besten Zeiten, das Mantra zu singen, seien zur Morgendämmerung, zur Mittagszeit und zur Abenddämmerung. Der höchste Nutzen werde erreicht, wenn das Mantra 108 Mal gesungen wird. Wenn wenig Zeit ist, könne man es auch 3, 9 oder 18 Mal singen.
Im indonesischen Hinduismus (Bali, Tengger) ist das Gayatri-Mantra die erste Strophe des Mantra Trisandya, des täglichen Gebets der dortigen Hindus.